# Fernando Meira
Fernando José da Silva Freitas Meira, IPA: /fɨɾ'nɐ̃du 'mɐiɾɐ/, född 5 juni 1978 i Guimarães i Portugal, är en portugisisk före detta fotbollsspelare.

## Fotbollskarriär
Meira inledde sin karriär i hemmalaget Vitória de Guimarães, där han tillbringade tre säsonger med klubben mellan 1995 och 1996, innan han lånades ut till andradivisionslaget FC Felgueiras 1998. Där spelade han totalt 33 matcher, innan säsongens slut, då klubben slutade på en femte plats, vilket ledde till att man misslyckades med att kvalificera sig till första divisionen. Meira återvände sedan hem igen till Vitória, där han gjorde sina två första mål i ligan. Senare under sommaren 2000 köpte topplaget Benfica honom för fyra miljoner euro och han lyckades att imponera på klubben, vilket gjorde att Meira blev utsedd till lagkapten. I laget gjorde han ytterligare två mål på 46 matcher, innan 2002, då tyska VfB Stuttgart köpte honom för 7,5 miljoner. Tränaren Rolf Rüssmann var nöjd och beskrev spelaren som ett "pokal"-kontrakt.
Samma år lämnade Rüssmann laget och ersattes då av Felix Magath. Magath hade inkluderat Meira i 31 matcher av 34, där en avstängning hindrade honom från att medverka i de återstående, när klubben senare lyckats nå en plats i UEFA Champions League. Meira kom dock att missa de två UEFA-matcherna, även den tredje mot skotska Celtic. År 2006 utnämndes Meira till kapten i VfB Stuttgart, där laget senare 2006–2007 kom att vinna Bundesliga, vilket var första gången för klubben på 15 år och också Meiras första ligatitel.
Den 20 juli 2008 togs Meira bort som lagkapten och Stuttgart meddelade senare att man skulle sälja honom. Efter bara två dagar skrev Meira på ett fyraårskontrakt med turkiska Galatasaray.
3 mars 2009 bekräftades transfern av Meira till Zenit St. Petersburg. Efter långa veckor av rykten blev affären till slut av.

## Internationell karriär
Meira debuterade för Portugal säsongen 2000, men misslyckades med att säkra en plats, till VM i Tyskland 2006, då Meira spelade alla sju matcher för landslaget, som slutade på en fjärde plats. Meira fortsatte att dominera för laget i EM i fotboll 2008 i Schweiz/Österrike, där han spelade i alla matcher utom kvartsfinalen mot Tyskland. Laget förlorade matchen mot Tyskland med 2-3.

## Meriter
- Galatasaray
  - Turkiska supercupen: 1 (2008)

- VfB Stuttgart
  - Fußball-Bundesliga
    - Vinnare: Fußball-Bundesliga 2006/2007
    - Final: Fußball-Bundesliga 2002/2003

  - DFB-Pokal
  - Final: DFB-cupen i fotboll 2006-07
- Portugal
  - Världsmästerskapet i fotboll
    - Fjärde plats: 2006